# Operacja Północne Strzały
Ten artykuł dotyczy trwającego wydarzenia. Informacje w nim zamieszczone mogą się zmienić lub zdezaktualizować wraz z postępem zdarzenia, a początkowe doniesienia mogą być niepewne. Ostatnie zmiany tego artykułu mogą nie odzwierciedlać najbardziej aktualnych informacji.
Operacja „Północne Strzały” lub „Strzały Północy” (hebr. ‏מִבְצָע חיצי הצפון‎) – izraelska lotnicza operacja wojskowa wymierzona w libański Hezbollah, trwająca od 19 września 2024 roku. Oficjalnie miała na celu pozbawienie Hezbollahu zdolności do zagrożenia mieszkańcom północnej części Izraela oraz wchodzącym do Libanu izraelskim siłom lądowym.
W wyniku operacji zginęło ponad 1247 osób (zarówno bojowników jak i cywilów, w tym ponad 50 dzieci), a ponad 5278 zostało rannych (stan na 28 września 2024).

## Przebieg

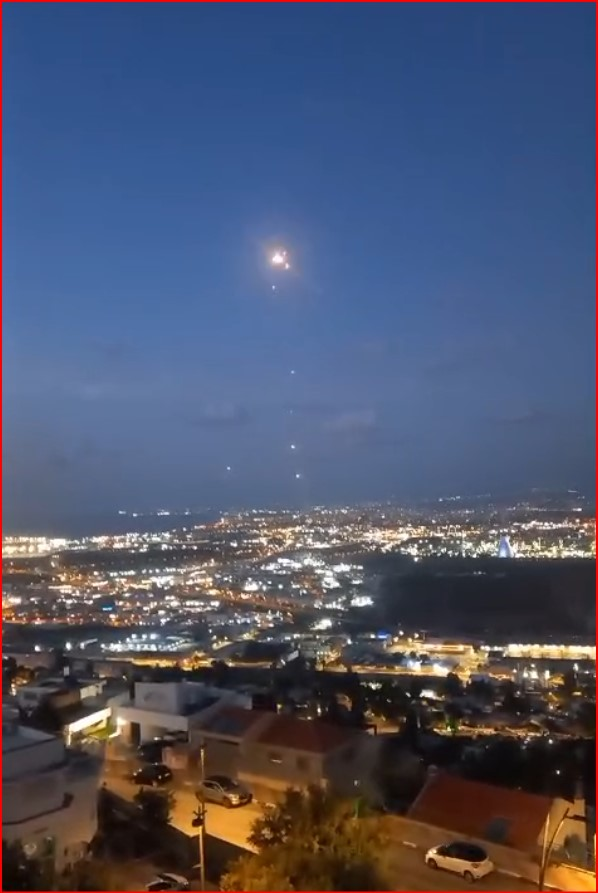
Przechwytywanie pocisków nad Ha-Kerajot w okolicach Hajfy, 23 września 2024, zdjęcie wykonane z Neszer.

Operacja ta została poprzedzona eksplozjami przenośnych urządzeń komunikacyjnych w dniach 17 i 18 września. W mediach (także w Polsce) pisano, że detonacja pagerów mogła być preludium przed możliwą inwazją Izraela na Liban. 18 września Ministerstwo Obrony Izraela stwierdziło, że „zaczyna się nowa faza wojny”.
Jednym z pierwszych osiągniętych w tej operacji celów IDF było zabicie Ibrahima Akila, dowódcy sił specjalnych Hezbollahu, który zginął w nalocie w Harat Hurajk. Według libańskich służb ratowniczych w bombardowaniu tym zginęło co najmniej 51 osób, a 66 zostało rannych.
23 września 2024 Siły Powietrzne Izraela (IAF) przeprowadziły około 1600 ataków powietrznych na domniemane pozycje Hezbollahu w całym Libanie. Według libańskiego Ministerstwa Zdrowia w wyniku izraelskich ataków 23 września zginęło co najmniej 558 osób, a co najmniej 1835 zostało rannych. Był to najkrwawszy dzień w historii Libanu od czasu zakończenia wojny domowej (1975–1990), a także najbardziej intensywna operacja w dziejach IAF. W tym samym dniu rząd izraelski wezwał mieszkańców południowego Libanu oraz doliny Bekaa do ewakuacji.
W odpowiedzi Hezbollah wystrzelił w stronę Izraela dziesiątki dronów i rakiet, powodując szkody materialne w Nazarecie i Kirjat Szemona. Celem jednego z pocisków była siedziba Mosadu w Tel Awiwie.
26 września Izrael odrzucił propozycje 21-dniowego zawieszenia broni. Binjamin Netanjahu nakazał kontynuowanie działań „z pełną siłą”. Tego dnia w nalotach zginęły 92 osoby. Ponadto w nocy na 27 września IAF zbombardowały Kufajr Jabus przy granicy libańsko-syryjskiej, zabijając pięciu syryjskich żołnierzy.
27 września izraelskie F-16I zaatakowały kwaterę Hezbollahu w Dahija, gdzie przebywał przywódca Hasan Nasr Allah. W ataku tym zginęło minimum sześć osób. Nazajutrz Hezbollah potwierdził śmierć przywódcy, stwierdzając w oświadczeniu, iż „dołączył do swych wielkich towarzyszy męczenników”. Pomimo tego, 28 września bombardowania trwały.
30 września IAF zaatakowały w bejruckiej dzielnicy Kola, gdzie w ostrzelanym mieszkaniu zginęło trzech działaczy LFWP. Tymczasem na południu kraju zginął lider libańskich struktur Hamasu. Tegoż dnia informowano, że Izrael ponownie odrzucił propozycję zawieszenia broni.
1 października do Libanu wkroczyły lądowe siły izraelskie rozpoczynając inwazję lądową.

## Reakcje
- ONZ: António Guterres nazwał zdarzenia „koszmarem” i powiedział, że obecny „poziom bezkarności w świecie” jest moralnie nie do przyjęcia[29]. W Radzie Bezpieczeństwa przedstawiciele Francji i Wielkiej Brytanii wysunęli pomysł, aby RB ONZ wezwała do zawieszenia broni w Libanie, lecz plan ten upadł z powodu sprzeciwu USA[30].
- Liban: premier Nadżib Mikati stwierdził, że zrobi „wszystko co konieczne, aby chronić Liban”, zauważając jednak, że „reszta nie jest w naszych rękach”[31]. Premier zwrócił się też do społeczności międzynarodowej o powstrzymanie „ludobójczej wojny”[32].
- Izrael: minister Amichai Chikli twierdził, że „Liban nie spełnia definicji państwa”, przez co Izrael jakoby „ma prawo” przejąć tereny spod kontroli Hezbollahu[3]. Minister spraw zagranicznych Jisra’el Kac odrzucił apele o 21-dniowe zawieszenia broni[20].
- Palestyna: Hamas wydał oświadczenie, iż „zbrodnie okupanta tylko wzmocnią determinację ruchu oporu w Palestynie i Libanie”, zapowiadając dalszą walkę „aż do zwycięstwa”[33].
- Stany Zjednoczone utrzymują, że „nie brały udziału w tej operacji i nie zostały o niej uprzedzone”[23]. Prezydent Joe Biden wypowiedział się 29 września, mówiąc że trzeba „uniknąć wojny na pełną skalę”[34]. Niemniej w tym samym czasie informowano, że Izrael otrzyma od USA dalsze 8 mld $ na cele zbrojeniowe[35].